# Warsaw (hrabstwo Wyoming)
Warsaw – wieś w Stanach Zjednoczonych, w stanie Nowy Jork, w hrabstwie Wyoming.